# 哥倫比亞地區

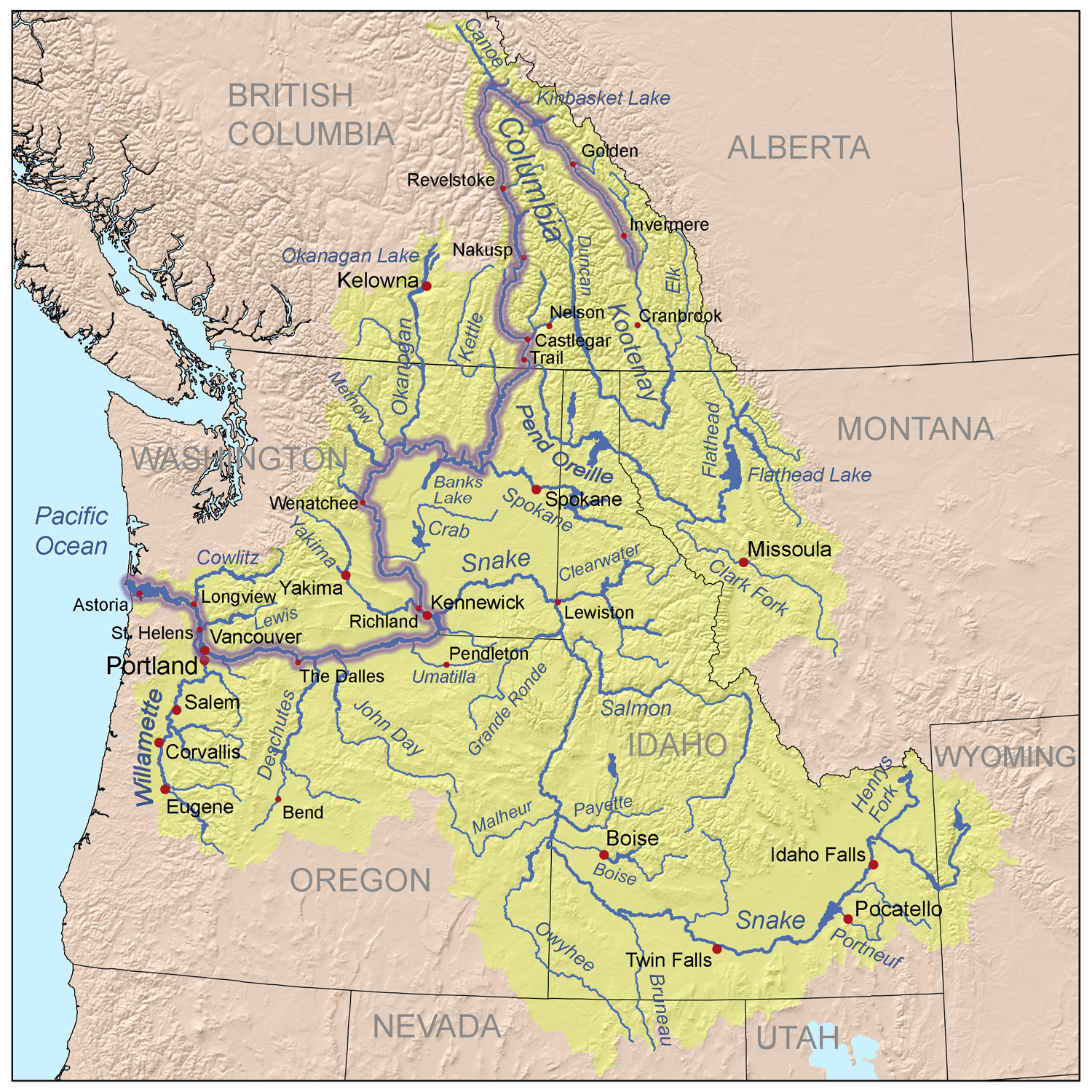
哥倫比亞河及其支流圖，顯示了現代國家和州际邊界

哥倫比亞地區（英語：Columbia District）是19世紀英屬北美太平洋西北地區的毛皮貿易區，北界為北緯54˚40，即俄属北美的南界，西界為洛磯山脈，南面與墨西哥屬加利福尼亞為鄰。其大部分領土與当时美国宣誓主权的俄勒岡州領土重疊，被美方称为俄勒岡鄉域，是英美两国之间争相移民的争议地区。
西北公司於1793年至1811年間對該地區進行了探索，並於1810年左右建立了毛皮貿易區。英國在1818年與美國簽訂條約，設立由兩國並治的哥倫比亞地區。1821年，西北公司被哈德遜灣公司吞併，哥倫比亞地區亦被稱為「哥倫比亞省」（Columbia Department）。
英美兩國最終於1846年簽訂俄勒岡條約，兩國的領土以北緯49度線劃分边界，49度線以北归属英国成为英属哥伦比亚，以南的地域（除溫哥華島和海灣群島外）全歸美國。兩國並治哥倫比亞地區的局面亦告結束。

## 早期 (1807年－1814年)
從1807年開始，為西北公司（NWC）工作的大衛·湯普森（David Thompson）探索了哥倫比亞地區的大部分地區。 1811年，他發現了阿薩巴斯卡山口，該山口成為與新毛皮貿易區的主要陸路連接。
美國太平洋毛皮公司在哥倫比亞河入口附近建立了阿斯托里亞堡，並開始對抗西北公司的內陸貿易站。該公司主要由德裔美國人約翰·雅各·阿斯特（John Jacob Astor）資助。
在1812年戰爭（美英戰爭）期間，太平洋西北地區是距離戰區較遙遠的地區。在戰爭之前，兩家公司在該地區和平相處。英國軍艦即將到來的消息使美國太平洋毛皮公司陷入困境。 1813年10月，公司高層在阿斯托里亞堡會面並同意將公司資產清算至西北公司。 
英國軍艦於次月抵達該地區。為了紀念不列顛君主喬治三世，阿斯托里亞堡更名為喬治堡。

## 西北公司統治時期 (1815年－1820年)
1815年，西北公司位於落磯山脈西部的商業區正式分為兩個區：北部內陸的新喀裡多尼亞地區和南部的哥倫比亞地區。
同年，新喀裡多尼亞地區開始從哥倫比亞河下游通過海路接收大部分全年供應，而不是從威廉堡和蒙特利爾陸路接收。
截至1820年，西北公司在哥倫比亞河下游及其支流上建立了以下6個毛皮貿易站（Fur Trade Outposts）：
- Fort Astoria
- Fort Nez Percés
- Fort Okanogan
- Kootanae House
- Saleesh House
- Spokane House

在西北公司統治下，哥倫比亞地區的邊界大致為北部湯普森河的南岸以及哥倫比亞河流域的南部和東部邊界。湯普森河的北部和西部是新喀裡多尼亞毛皮區，位於不列顛哥倫比亞省中北部。湯普森河地區以毛皮貿易站為中心，後來成為甘露市（Kamloops）。湯普森河區是聯繫哥倫比亞地區和新喀裡多尼亞地區的紐帶。
根據英美兩國簽訂的1818年條約，兩國都可以自由進入俄勒岡州。這種「共同佔領」狀態一直持續到1846年，直到俄勒岡條約簽訂才宣告結束。但面對哈德遜灣公司的激烈競爭，美國在該地區開展商業活動的嘗試失敗了。美國暫時占主導地位的唯一領域是沿海的海上毛皮貿易，但是，哈德遜灣公司在19世紀30年代成功地接管了沿海海上貿易。
哥倫比亞地區的美國原住民大多不願意成為毛皮捕手和獵人，西北公司發現僅依靠洛磯山脈以東的本地勞工、西部沒有援助的情況下很難開展業務。出於這個原因，該公司於1815年開始從蒙特婁地區將狩獵和誘捕經驗豐富的易洛魁群體帶入太平洋西北地區。這種做法很快成為一項政策，並且由西北公司和哈德遜灣公司持續多年，對於將毛皮貿易擴展到哥倫比亞盆地的大部分地區起到了至關重要的作用。易洛魁群體不僅支持公司業務，而且希望能夠教授當地土著人狩獵和誘捕技能，並說服他們從事這項工作，但是這些嘗試基本上沒有成功。人們普遍認為，土著人不願從事誘捕和狩獵是因為他們的生活高度依賴於鮭魚，該地區有豐富的鮭魚資源，而捕魚對狩獵和誘捕技能的依賴程度不高。所以，在易洛魁人和當地土著人之間發生了衝突。
1816年，西北公司的職員，包括一些易洛魁人，探索了考利茨河谷（Cowlitz River Valley）和威拉米特谷，向南到達安普夸河（Umpqua River）。兩次探索都以易洛魁人與當地土著人之間的暴力衝突而告終。
同年，西北公司開始僱用夏威夷原住民，稱為卡納卡斯人（Kanakas），哈德遜灣公司繼續並推廣了這項政策。
處於西北公司統治下的哥倫比亞地區僅有少量的盈利，很多貿易站都有其弊端。唯一持續盈利的區域是庫特內河（Kootenay River）和斯內克河（Snake River）區域。雖然新喀裡多尼亞地區出產了許多毛皮，但由於該地區較偏僻，使得其運作成本很高。然而，西北公司通過哥倫比亞河成功建立了面向太平洋的商業網路。中國廣州的毛皮貿易對於西北公司和後來的哈德遜灣公司來說都是財務上的失敗，其中一個原因是東印度公司壟斷了大英帝國在遠東的貿易。

## 哈德遜灣公司統治時期 (1821年－1846年)
西北公司於1821年與哈德遜灣公司合併，洛磯山脈以西的業務進行了重組，新喀裡多尼亞地區和哥倫比亞地區於1827年合併為「哥倫比亞省」。新喀裡多尼亞的名稱繼續用於北部地區，也用於弗雷澤峽谷（Fraser Canyon）和低陸平原（Lower Mainland）等地區。
1824年，哈德遜灣公司在哥倫比亞河下游建造了溫哥華堡，作為哥倫比亞省的首府。
哈德遜灣公司的約克工廠捷運（York Factory Express）由西北公司在喬治堡和蘇必利爾湖上的威廉堡之間的捷運隊演變而來，通常有兩隊，每隊由40到75名男子和2到5艘特製船組成，並以極快的速度（在當時）行進。沿途的印第安人經常以貿易貨物的形式獲得報酬，以幫助他們在極易摔倒和無法通過的急流中進行搬運。
1839年的一份報告將航行時間定為3個月10天，平均每天航行近26英里（42）。這建立了一個「快速」的方式來補給他們的毛皮貿易中心，以及在溫哥華堡和約克工廠之間傳遞訊息。

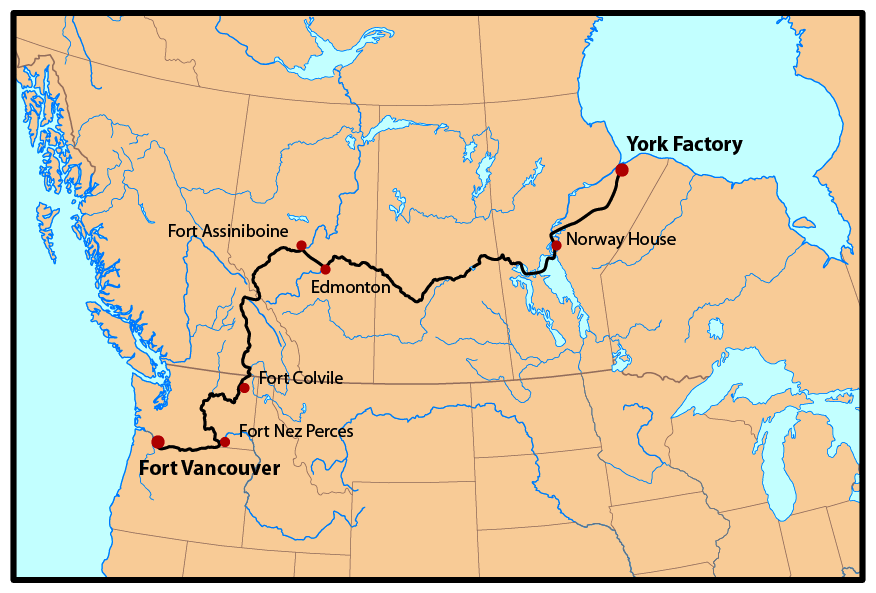
約克工廠捷運路線圖，顯示了現代國家邊界

這些物資每年都被運到溫哥華堡和約克工廠。公司試圖維持一年的額外供應，以防發生船難事故。毛皮被送到供應船上，溫哥華堡的毛皮經常被運往中國，在返回英國之前進行貿易。
1821年到1846年之間，哈德遜灣公司大大增加了哥倫比亞省的貿易額。毛皮貿易向北延伸至育空河，向南延伸至科羅拉多河口的每條主要河流，向東延伸至密蘇里河支流的源頭。公司通過各種策略有效阻止了美國的毛皮貿易競爭，包括有選擇地過度開拓邊境地區以製造「毛皮沙漠」，並在太平洋西北海岸建造堡壘，以便在美國船隻獲得它們之前攔截毛皮。
哈德遜灣公司使其經濟活動多樣化，並開始出口農產品、鮭魚、木材和其他產品到俄羅斯阿拉斯加州、夏威夷州和墨西哥加利福尼亞州。 哈德遜灣公司還在一些城市設置了代理商以促進貿易。
溫哥華堡是太平洋沿岸毛皮貿易的中心。溫哥華堡在其鼎盛時期，有超過34個前哨站、24個港口、6艘船和600名員工。
截至1843年，哈德遜灣公司已經建立了相當數量的毛皮貿易站，以下列出其中一部分：
- Fort Vancouver
- Fort George
- Fort Nisqually
- Fort Umpqua
- Fort Langley
- Fort Colville
- Fort Okanogan
- Fort Kamloops
- Fort Alexandria
- Flathead Post
- Kootanae House
- Fort Boise
- Fort Hall
- Fort Simpson
- Fort Taku
- Fort McLoughlin
- Fort Stikine

## 另見
- 太平洋西北地區
- 加拿大領土變遷
- 哈德遜灣公司
- 魯珀特地
- 豬戰